# Ellisella nivea
Ellisella nivea is een zachte koraalsoort uit de familie Ellisellidae. De koraalsoort komt uit het geslacht Ellisella. Ellisella nivea werd in 1995 voor het eerst wetenschappelijk beschreven door Bayer & Grasshoff. 